# Chã das Caldeiras
Chã das Caldeiras é uma aldeia do Municipio de Santa Catarina do Fogo, em Cabo Verde.

## Vilas próximas ou limítrofes

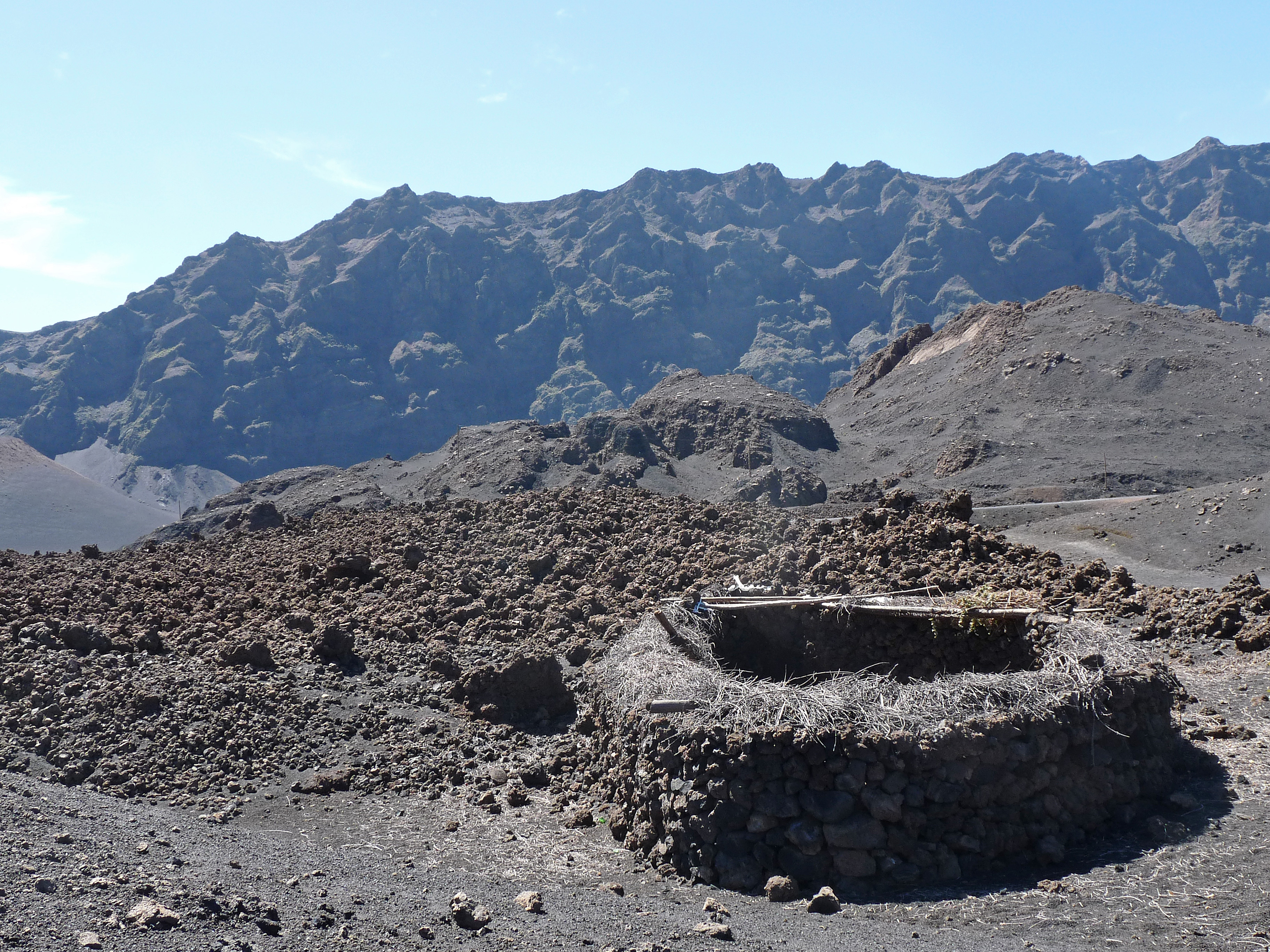

- Bangaeira, norte
- Estância Roque, sudeste
- Cova Figueira, sudeste